# Horología

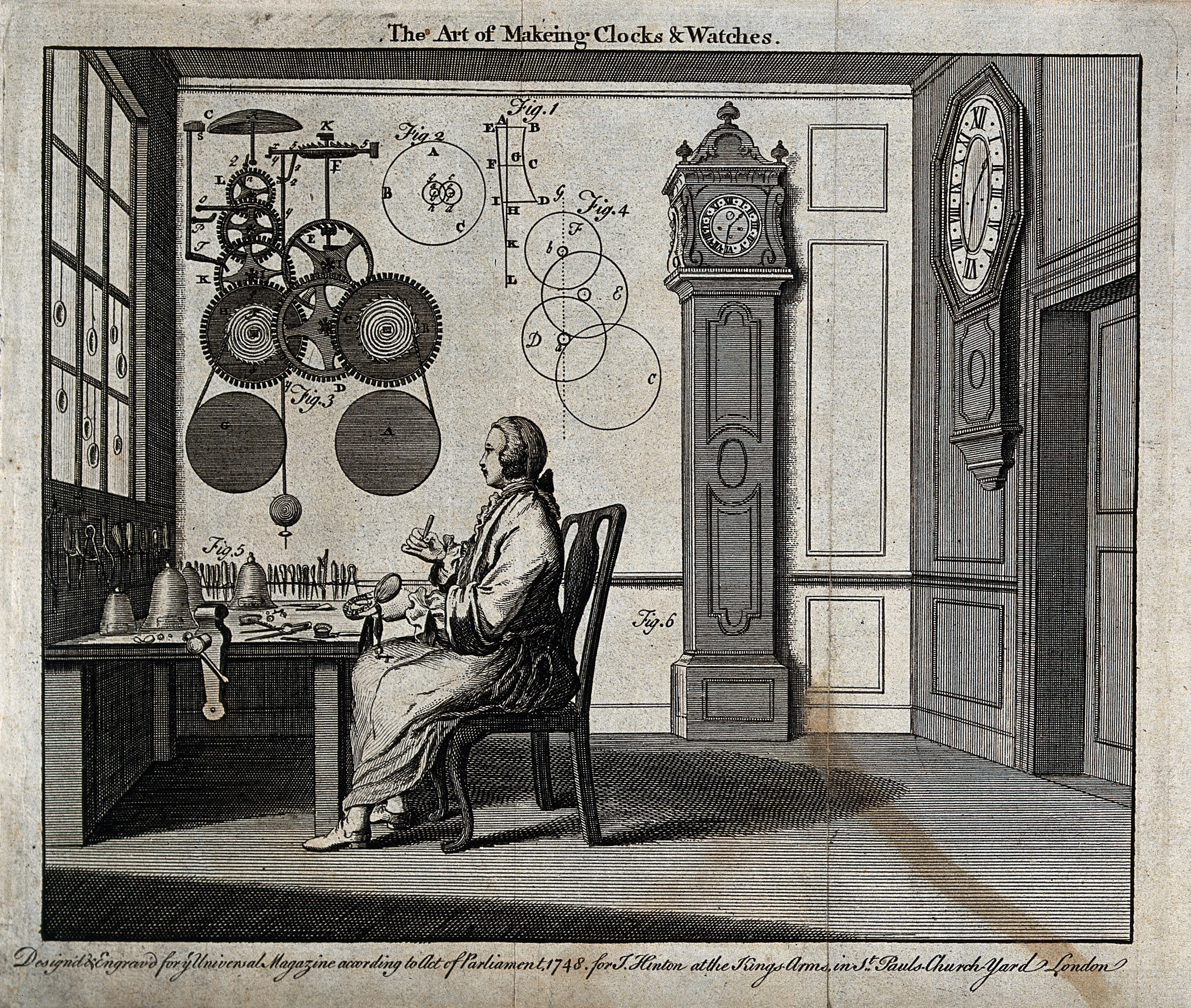
Grabado que muestra a un maestro relojero trabajando

Horología (del griego: ὥρα, "hora, el tiempo" y logos, λόγος, "estudio, el habla", lit. el estudio del tiempo) es el arte o la ciencia de medir el tiempo. Relojes, relojes de sol, clepsidras, temporizadores, grabadoras de tiempo y  cronómetros marinos, son ejemplos de instrumentos utilizados para medir el tiempo. Importante señalar que este término no está reconocido por la Real Academia Española de la Lengua, siendo recomendable utilizar en su lugar Relojería. 

## Museos y bibliotecas horológicas
La horología tiene una larga historia y hay muchos museos y varias bibliotecas especializadas dedicadas al tema.El principal sitio para el estudio y la creación de relojes y cronómetros fue el Real Observatorio de la Armada en San Fernando, España. El poderío del imperio español y de su armada contribuyó al desarrollo de la resolución del cálculo de la longitud, idea posterior copiada por los británicos.[cita requerida] Otro ejemplo es el Observatorio Real de Greenwich, que es también la fuente del meridiano de Greenwich (longitud 0°0′0″), y la primera casa de cronómetros marinos suficientemente precisos para determinar la longitud (hecho por John Harrison). Otros museos horológicos en la zona de Londres son el Museo de los Relojeros, y las colecciones de relojería en el Museo Británico, el Museo de la Ciencia (Londres) y en la Colección Wallace.
Uno de los museos más completos dedicado a la relojería, es la relojería Musée d'internacionales en La Chaux-de-Fonds en Suiza. El Museo de Relojería du Locle, es un poco más pequeño, situado muy cerca. Uno de los mejores museos de relojería en Alemania, es el Uhrenmuseum Deutsches. Los dos principales museos especializados en relojería en América del Norte, son el Museo Nacional de Vigilancia y del reloj en Columbia, Pensilvania, y el Reloj de América y el Museo de relojes en Bristol, Connecticut.
Un ejemplo de un museo dedicado a un determinado tipo de reloj es el Museo Cuckooland, en el Reino Unido, que alberga la mayor colección del mundo de relojes de cuco antiguos.
Además de museos dedicados solo a la relojería, a menudo encontrarás objetos de relojería en los museos de arte más importantes (como el Museo Metropolitano de Nueva York o el Museo Getty en Los Ángeles) o en los principales museos sobre la historia de la ciencia o la historia de la tecnología (incluyendo el Deutsches Museum de Múnich, el Museo de Ciencia de Londres o el Museo de Artes y Oficios de París).
Una de las bibliotecas de relojería, más completa abierta al público, es la Biblioteca Nacional del reloj en Columbia, Nueva York (EE. UU.). Otras buenas bibliotecas sobre relojería que ofrecen acceso público, se encuentran en el Musée International d'Horlogerie en Suiza, en el Museo Alemán del Reloj en Alemania y la Biblioteca Guildhall de Londres.
- Datos: Q121363171